# 2015年沙那清真寺爆炸案
2015年沙那清真寺爆炸案，是指發生於2015年3月20日，在葉門薩那省沙那的連環爆炸案。當地的巴德尔（al-Badr）和阿尔哈斯（al-Hashoosh）兩座清真寺，於中午的晌禮祈禱時受到自殺炸彈攻擊。爆炸總共造成了至少142人死亡，與351人受傷。